# 東海道新幹線大阪運転所脱線事故
東海道新幹線大阪運転所脱線事故（とうかいどうしんかんせんおおさかうんてんじょだっせんじこ）は、1973年（昭和48年）2月21日に発生した本線合流部冒進支障脱線事故。大阪府摂津市にある大阪運転所が鳥飼基地と呼ばれることから、この事故は鳥飼事故（とりかいじこ）と呼ばれることもある。
新幹線ではATC（自動列車制御装置）管理下での高速本線（停止信号）冒進事故として特に重大視された。

## 事故概要
1973年（昭和48年）2月21日17時30分頃、新大阪駅17時40分発「ひかり338号」として運転するため、大阪運転所から回送715A列車（0系電車・16両編成）が出庫線から進行中に本線との合流地点で停止信号を冒進、直前で運転士が異常に気付いたが間に合わず、分岐器を破損して本線に乗り入れる形で停止した。さらに列車集中制御装置 (CTC) 指令員が十分な状況確認を行なわないまま列車後退の指示を行なったために、先行予定列車に向け本線側に開いていたクロッシング欠損部から脱線した。
回送715A列車より467 mの所で急停車した「こだま143号」を始めとして、京都駅 - 新大阪駅間下り線で3本が立往生したほか、事故発生を受けて東京駅 - 京都駅間下り線を運転中の18本がCTC指令により最寄り駅で運転抑止した。その後、京都駅折返しで運転再開するとともに東海道本線などに臨時列車を運転するなどして対応したが、大幅な間引き運転を強いられた上、他線へ乗り継ぎの出来なかった乗客が主要駅で夜を明かす事態となった。さらに、京都駅 - 新大阪駅間に立往生した列車の乗客を救出するために救援列車が仕立てられ、上り線に横付けした列車へと渡り板を使って乗り移らせることとなった。
国鉄は脱線復旧に努めたが、脱線した場所が高架上の勾配途中で下を近畿自動車道が走るなど足場が悪く、重機類が使えないことから脱線車両の復旧を人力に頼ったため大幅に手間取り、車両復線だけで約10時間、下り線が開通するまで約18時間を要した。ダイヤが正常に戻るまで2日かかるなど大幅に混乱した。

## 調査
死傷者の発生した事故ではなかったが、新幹線の安全性を根幹から揺るがす事例として重大視した国鉄は、大規模な現地調査団を編成して再現試験を行うなど原因究明に当たった。その結果、以下のことが判明した。
- 出庫線のカーブにはレール側面とフランジの摩擦を軽減するため、自動噴射式の塗油機が設置されていたが、2月10日頃に故障したため手作業によって潤滑油を塗布していた。その量は油垢状となって著しく多く、レール上面にまで広がっていた。
- 出庫線のレール上には所々に擦傷痕が認められた。これは潤滑油による空転が発生したことを示している。新幹線のブレーキには滑走防止装置が搭載されているが、再現試験では空転により滑走防止装置が作動したことにより制動緩解と強制制動を繰り返し車両間での前後衝動が発生し、停止距離が伸びたことが確認された。
- 地上ATC装置、絶対停止03信号区間のループコイルからは故障・異常は発見されなかった。直前での分岐器転換の可能性も疑われたが、動作に要する時間経過から否定された。

一方、回送715A列車の車上ATC装置の記録・コムトラックの記録と運転士の証言による信号現示は相違があった。
当時の新幹線の車上信号は、210 km/h、160 km/h、110 km/h、70 km/h、30 km/hならびに閉塞入口前停止の01、ATC信号が無いことを示す02、絶対停止の03があった（自動列車制御装置#ATC-1型（東海道・山陽型）を参照）。出庫線の合流部は進路が開通していれば軌道回路に70 km/hの信号が出されるが、そうでない場合は閉塞区間末端に設置した48 m長の添線軌道回路（レールに添わせたループコイル）が絶対停止03信号を送出し、列車は非常停止する。なお事故当時、予告停止（Q点）はなかった。
- 運転士の証言によると「70信号で出発」→「合流手前70信号」→「絶対停止03信号を受けずに通過」→「160信号」→「210信号」→「0信号」→「210信号」
- 車上ATCの印字記録には「70（出発）」→「合流手前30」→「絶対停止03信号」→「160」→「210」→「02信号」→「210」とあり、地上のコムトラックの記録とも一致する。

その後の調査の結果、回送715A列車の「160信号」以降のめまぐるしい信号現示の変化は、回送715A列車と割り込んだ回送715A列車の直前を走行していた「ひかり5号」との列車位置との関係によって起こされたものである。

回送列車の冒進で軌道回路を短絡されたことで、その後方にいた「こだま143号」へは突然「01信号」信号が送られたが停まりきれず、冒進した回送715列車と同一の閉塞区間に進入して「02信号」でようやく停止できたことが判明した。
このため、出発から出庫線上でのATC信号現示を中心として解明が進められることとなった。

## 原因
3月10日に事故調査報告書を運輸大臣に提出、一般向けにも公表した。その中でより重大視した本線冒進については、推定原因を二説併記するという異例の報告書となった。
1. 回送715A列車は正常な「30信号」を受けて約25 km/hで進行していたが、運転士は停止限界標識の前で停止せず「03信号区間」に進入。「03信号」が作動し非常ブレーキがかかったが、レール上面に付着していた油垢のためにスリップが発生した。ABSの作動とスリップの悪循環により「03信号区間」で停止できず数メートル超えてしまった。その後、運転士が確認ボタンを無意識のうちに押したため、非常ブレーキが解除され徐行可能となり、そのまま進行した。
2. 回送715A列車は「30信号」を受信していたが、「ATC車内現示装置」の表示は内部の異常によって「70信号」を表示したため、運転士は約25 km/hで進行。「03信号区間」に入ったが「03信号」が不安定なものだったため非常ブレーキが作動せず（あるいは作動が遅れて）、「03信号区間」で停止できずに数メートル超えてしまい、そのまま徐行で進行した。

車上ATC装置については調査の結果異常は確認されなかった。このため両論併記ではあるものの1.が有力とし、可能性は小さいが今後の対策を考慮して併記するとともに今後の対策に生かして行くとされた。
一方、分岐器上の脱線については、事故当日は関ヶ原周辺の降雪により数分程度の遅れが出ていたため、CTC指令員がダイヤ回復を優先するあまり、可動クロッシングを割り込んで先に進入しているという詳しい状況を確認しないまま「後退指令」という誤った指示をしたことが原因とされた。

### 事故調査の弱点
本線冒進が二説併記されるという異例の体裁となったことには、いくつかの要因が挙げられる。
- 車上ATC装置には印字記録装置が設置されていたが、装置が旧式のため印字記録は4秒間隔でしか行なえない。このため異常が発生しても、4秒未満であれば記録されない。また、入力情報が急激な変化を伴うと記録が欠落することがある。
- ATC信号受信に添線軌道回路を設置していたが、受信を確実なものとするため二重系にする対策を進めていたものの、事故発生時点でも一重系の区間が残存していて、大阪運転所出庫線もこの時点では一重系であった。このため信号受信不安定の可能性も疑われたものの、再現試験では発生しなかったためにそれ以上深く掘り下げた調査をされることはなかった。
- 調査団の検討会では運転士の証言に誤りがある可能性も検討され、一部委員からは「証言を前提とした調査は無意味」との意見も出された。しかし、誤りを立証できる証拠が発見されなかったため、証言に基づく想定も残すべきとの調査団長の判断により併記されることとなった。
- 岐阜羽島駅や名古屋駅で繰り返していた大規模な過走事故との関連は、速度計軸たる先頭軸の制動を滑走検出後は遮断するという一応の対策を取っていたこともあって、検討されることはなかった。

## 対策
「03信号区間」での停止を確実とするため、添線軌道回路を48 mから50 mに延長するとともに、残存していた添線軌道回路の一重系回路を二重系に改良し、信号受信を確実なものとした。さらに、「03信号区間」の手前に停止信号を発信する地上子を設置した。また、手作業によるレール潤滑油塗布を改めるとともに、車輪形状の改良で摩擦対策を行なった。

### 反発
事故報告書に対しては運転士・組合側から強い反発があり、運転士は発表直後記者団に対し「指令通りの運転をして事故の責任を問われたのではたまらない」と語った。1974年（昭和49年）3月に国鉄労働組合が発表した「安全白書」の中にも、「レール滑走説に固執して、ATC装置については俎上にも載せなかった。ATCを絶対視するものであり納得できない」とされた。

### 「ATC神話」の是非
この事故まで「新幹線はATCによって守られており、絶対に事故は起きない」とされていた。いわゆる「ATC神話」である。
しかし、この事故において回送715A列車が冒進した時点では、下り本線上を「こだま143号」が進行中であったが、ATC信号によって非常ブレーキがかかり、事故現場から467 m手前に辛うじて停車した。200 km/hの列車が約2.5 kmも手前で異常を察知し、非常ブレーキによって安全が守られたとして肯定的な見方ができる。しかし一方では「『こだま143号』が事故を回避したのはダイヤ乱れによる偶然の結果に過ぎない」との意見もある。当時「こだま143号」は約5分30秒遅れており、また上り線では事故発生の1分前（29分30秒頃）に「ひかり72号」が通過していた。わずかな時間差によって大惨事となった可能性も否定できない事故であった。